# 绵虒镇
绵虒镇是中国四川省阿坝藏族羌族自治州汶川县东北部的一个镇。绵虒镇位于汶川县城西南，距县城18公里。乡镇行政区域面积为25140公顷，镇域东部与都江堰市接壤，南与银杏乡交界，西连草坡乡，北靠威州镇。
绵虒镇共有农户1618户，人口6956人。2002年末全镇有耕地8588.45亩，人均纯收入1642.82元。

## 行政区划
绵虒镇下辖以下地区：
绵虒社区、绵锋村、半坡村、板桥村、板子沟村、小茅坪村、涂禹山村、三官庙村、白土坎村、和平村、羌锋村、克约村、碉头村、高店子村和羊店村。

## 历史沿革
1993年，绵虒乡与玉龙乡合并为绵虒镇。

## 地理
绵虒镇地处岷江上游干旱涧谷地带，属高山峡谷地貌，气候具有冬无严寒，夏无酷暑，冷凉干燥，降雨量少，蒸发量大，日照时间长等特点。

## 行政区划
绵虒镇辖14个村，44个村民小组。

## 旅游
- 西羌第一村
- 石纽山
- 飞沙关
- 三官庙，始建于清朝，县级保护文物。